# Bruchköbel
Bruchköbel (pronunciación en alemán: /ˈbʁʊxˌkøːbl̩/ⓘ) es un municipio situado en el distrito de Main-Kinzig, en el estado federado de Hesse (Alemania). Su población estimada a finales de 2016 era de 20 475 habitantes.
Se encuentra ubicado al sureste del estado, a poca distancia al norte del estado de Baviera y del río Meno, uno de los principales afluentes del Rin.